# De sidderplanten
De sidderplanten is het 108ste stripverhaal van Jommeke. De reeks wordt getekend door striptekenaar Jef Nys.

## Verhaal
Jan Haring vertelt Jommeke over een elektrische plant die hij ooit tijdens een van zijn zeereizen heeft gezien. Jommeke, Jan Haring, Flip en Filiberke besluiten direct om op zoek te gaan naar die befaamde sidderplanten. Met de vliegende bol komen ze op een eilandje terecht. Daar vinden ze de zeldzame plant. Vervolgens kan men de sidderplant gebruiken om motoren aan te drijven, bijgevolg bespaar je heel wat energie, is het niet luchtvervuilend en is veel beter voor het milieu. Met een paar exemplaren keren de vrienden probleemloos huiswaarts.
Professor Gobelijn maakt een voertuig dat aangedreven wordt met elektrische energie, afkomstig van de sidderplanten. Jommeke en zijn vrienden rijden met dit wagentje rond in het dorp. Intussen heeft Gobelijn al een klein elektriciteitscentrale, met de sidderplanten, gebouwd. Een man wil echter alles opkopen, blijkt deze de minister van elektriciteit te zijn.